# Hrašće Turopoljsko
Hrašće Turopoljsko is een plaats in de gemeente Zagreb in de Kroatische provincie Stad Zagreb. De plaats telt 1.156 inwoners (2001).